# اولوز (داغستان)
اولوز (به لاتین: Uluz) یک منطقهٔ مسکونی در روسیه است که در داغستان واقع شده‌است.